# Cyathopsis
Genre
Cyathopsis est un genre de plantes à fleurs de la famille des Ericaceae, comprenant trois espèces d'arbrisseaux ou arbustes endémiques de Nouvelle-Calédonie.

## Description
Ce sont des arbrisseaux ou arbustes pouvant atteindre trois mètres de hauteur, à cime arrondie, densément ramifiés ; les rameaux sont courts, dressés ou étalés ; l'écorce est grisâtre ou noirâtre. Les feuilles sont très courtement pétiolées, petites, à revers blanchâtre ou glauque, coriaces et relativement épaisses, très rapprochées les unes des autres mais non imbriquées vers l'extrémité des tiges.
Les fleurs sont petites, blanches, rouges ou pourpre foncé, sur des inflorescences terminales ou axillaires, courtes aussi longues que les feuilles ou plus longues et dressées sur la périphérie de la cime ; les axes florifères sont couverts de bractées colorées. Les fruits sont des drupes bacciformes, petites, plus ou moins charnues, jaune orangé, orange foncé ou roses à maturité.

## Liste des espèces
Ce genre comprend les trois espèces suivantes,,,, :
- Cyathopsis albicans (Brongn. & Gris) Quinn
- Cyathopsis floribunda Brongn. & Gris
- Cyathopsis violaceospicata (Guillaumin) Quinn

## Habitat et répartition
Ce genre est endémique de la Grande Terre (Nouvelle-Calédonie), poussant dans les maquis miniers.

## Systématique
Ce genre est décrit en 1864 par les botanistes français Adolphe Brongniart et Jean Antoine Arthur Gris, qui le classent alors dans le famille des Épacridées. L'espèce type est Cyathopsis floribunda. Le genre est depuis classé dans la famille des Ericaceae, la sous-famille des Styphelioideae et la tribu des Styphelieae.